# Basculement (astronautique)
Pour les articles homonymes, voir Basculement.
Dans le domaine de l'astronautique, le basculement  est l'inclinaison progressive d'un véhicule spatial autour d'un axe quelconque. Le basculement peut être utilisé pour modifier la direction du vecteur poussée.
Un culbutage, dans le domaine de l'astronautique, est un mouvement désordonné d'un véhicule spatial autour de son centre de gravité. Ces deux termes ne doivent donc pas être assimilés l'un à l'autre.
Le terme correspondant en anglais est turn-over.
En droit français, il fait l'objet d'un arrêté du 20 février 1995 relatif à la terminologie des sciences et techniques spatiales.